# Marailguan
Der Marailguan (Penelope marail, Protonym Phasianus marail), auch Cayenneguan oder Marail-Schaku genannt, ist ein Hühnervogel aus der Familie der Hokkohühner (Cracidae).
Der lateinische Artzusatz bezieht sich auf den Gattungsnamen Marai in den karibischen Sprachen.
Der Vogel kommt im Bergland von Guayana sowie angrenzend in Venezuela und Brasilien bis zu den Ufern des Amazonas vor.
Das Verbreitungsgebiet umfasst feuchten tropischen Regenwald, bevorzugt in Wassernähe, seltener Sekundärwald. Die Art kommt im Flachland bis 600 m Höhe vor, gerne auf Terra Firme mit dichtem Unterwuchs, reichlich Lianen und lichten Baumkronen.

## Merkmale
Der Vogel ist 63 bis 68 cm groß, das Männchen wiegt zwischen 772 und 1310, das Weibchen zwischen 770 und 1450 g. Die Oberseite ist dunkel, mit einem grünlich-olivfarbenen Schimmer auf Rücken, Flügeln und den zentralen Schwanzfedern, während die äußeren Schwanzfedern bläulich-schwarz gefärbt sind. Kopf, Iris, Schnabelbasis und Hals bis zur Brust sind gräulich-schwarz mit weißen Markierungen, die übrige Unterseite ist hellbraun gleichfalls mit weißen Markierungen. Die große Wamme ist hellrot, die Schnabelspitze hellgrau, die Beine rötlich.

## Stimme
Der Ruf des Männchens wird als klingelndes bis bellendes Rufen meist vor der Dämmerung beschrieben.

## Lebensweise
Die Art hält sich meistens auf Bäumen auf, am Boden nur mit Jungvögeln. Es werden gerne die gleichen Wege zwischen Ruhe- und Jagdzone genommen.
Die Brutzeit liegt zwischen Oktober und November in Französisch-Guayana. Das Nest ist schalenartig und wird hoch auf einer Astgabel angelegt. Das Gelege besteht aus 2 bis 3 Eiern, die über 29 Tage ausgebrütet werden.

## Ernährung
Die Nahrung besteht nahezu ausschließlich aus Früchten, die üblicherweise in Gruppen bis etwa 6 Individuen gesucht werden.

## Geografische Variation
Es werden folgende Unterarten anerkannt:
- P. m. jacupeba Spix, 1825 – Nordbrasilien nördlich des Amazonas, eventuell auch Südosten Venezuelas[8]
- P. m. marail (Statius Müller, 1776), Nominatform, – Osten Venezuelas südlich bis zum Orinoco und die Guyanas

## Gefährdungssituation
Der Bestand gilt als nicht gefährdet (Least Concern).